# Замок Нойенштайн
Замок Нойенштайн — ренессансный замок в немецком городе Нойенштайн (Хоэнлоэ) в федеральной земле Баден-Вюртемберг.

## Исторический очерк
История современного замка Нойенштайн восходит к раннему XIII веку, к эпохе Штауфенов: тогда он представлял из себя так называемый «замок на воде», от которого в северо-западном углу существующего строения сохранилась мощная главная башня — бергфрид.
Около 1230 года замок находился в собственности дворянского рода фон Штайн, наследники которого называли себя позже «Нойенштайн».
В начале XIV века Нойенштайн перешёл к графам фон Хоэнлоэ, при которых он был расширен в XV веке. При Людвиге Казимире фон Хоэнлоэ в XVI веке замок пережил кардинальную перестройку по проекту хайльброннского архитектора Бальтазара Вольффа, превратившись в соответствующую духу времени резиденцию, удобную для постоянного проживания.
В 1698 году после смерти Вольфганга Юлиуса фон Хоэнлое резиденция была перенесена в Эринген, а замок сперва остававшийся пустым, использовался затем в качестве дома призрения.
В 1870 году начались всеобъемлющие реставрационные работы, и в Нойенштайн была перевезена семейная коллекция из замка Кирхберг с целью основания музея Дома Хоэнлоэ, открывшегося в 1878 году, и ставшего одним из первых частных музеев в Германии.
В начале XX века, в период с 1905 по 1925 годы замок был повторно реставрирован по планам известного историка замков Бодо Эбхардта (1865—1945).

## Современное использование
В замке располагается музей и центральный архив рода Хоэнлоэ, находящийся под управлением земли Баден-Вюртемберг.